# Picolinafen
Picolinafen ist eine chemische Verbindung, die als Wirkstoff in Pflanzenschutzmitteln verwendet wird.

## Eigenschaften
Picolinafen ist ein brennbarer cremefarbener Feststoff, der praktisch unlöslich in Wasser ist.

## Verwendung
Picolinafen wird als Wirkstoff in Pflanzenschutzmitteln verwendet. Es ist ein selektives Nachauflauf-Herbizid für den Einsatz bei Wintergetreide wie Weizen, Gerste, Hafer und Roggen. Picolinafen dient zur Bekämpfung von Gräsern und einjährigen Unkräutern einschließlich Klatschmohn, Stiefmütterchen, Storchschnabel, Hederich und Senf. 

## Zulassung
Es wurde 2001 zuerst in Großbritannien, Deutschland und Australien zugelassen. Der Wirkstoff wurde 2002 in der Europäischen Union für die Verwendung als Herbizid zugelassen.
In Deutschland und Österreich sind Pflanzenschutzmittel-Produkte mit diesem Wirkstoff zugelassen, in der Schweiz nicht.